# Weghuberpark

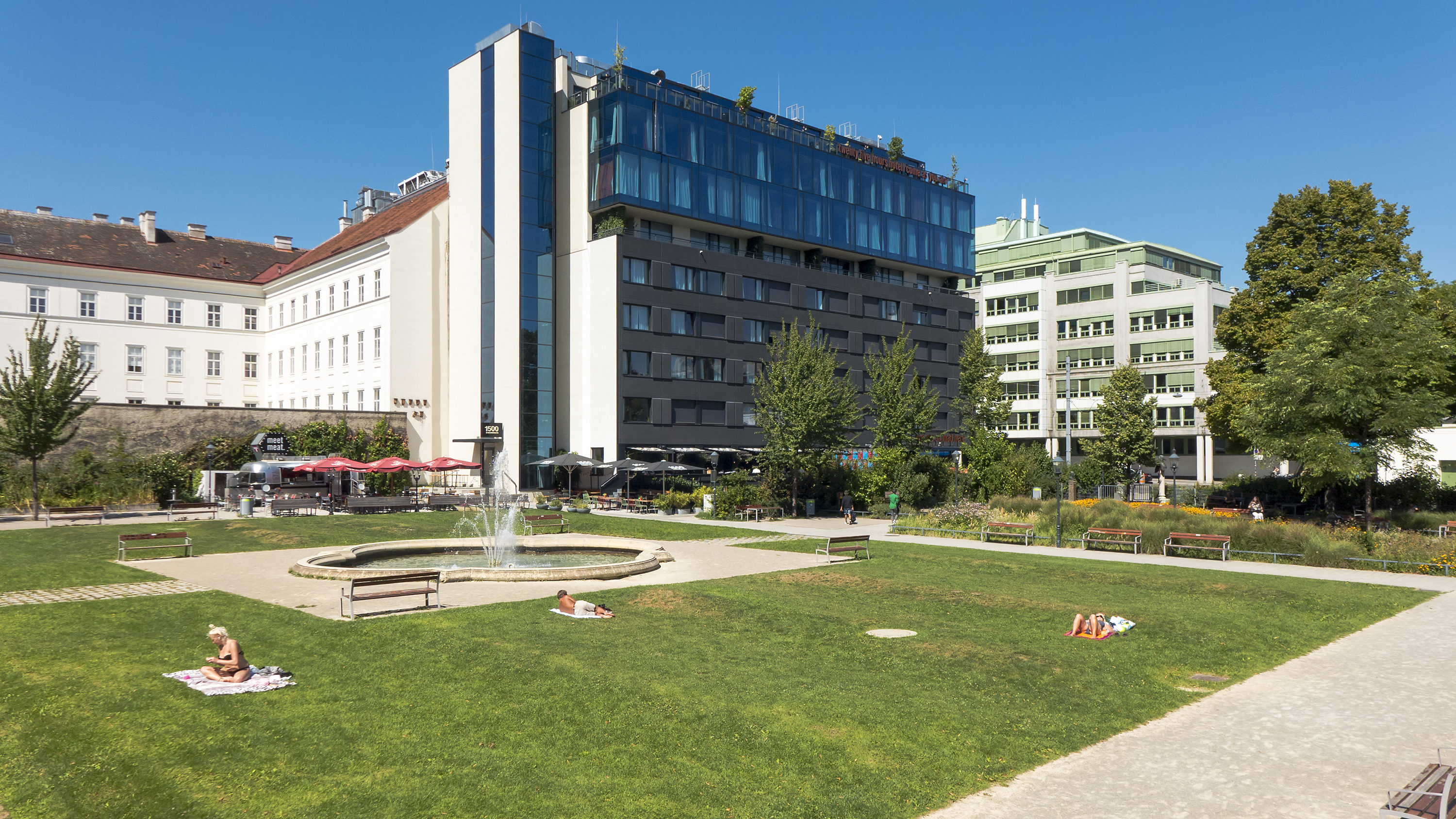
Weghuberpark in Wien 7

Der Weghuberpark ist eine Parkanlage im 7. Wiener Gemeindebezirk Neubau.

## Geschichte
Der Wiener Kaffeesieder Albert Weghuber errichtete 1840 ein Kaffeehaus auf dem Areal des heutigen Parks. Als das Unternehmen unter seinem Sohn Albert Weghuber jun. 1865 in Konkurs ging, kaufte die Stadt Wien Teile der Anlage auf und baute diese zu einem Park um. 1887 wichen Teile des Parks dem Bau des Volkstheaters. Beim Ausbau der Anlage durch Albert Weghuber jun., der das Kaffeehaus zu einer Veranstaltungsanlage mit Grünflächen erweiterte, ließ er auch einen Kinderspielplatz errichten, der als besonders frühes Exemplar eines solchen gilt.
Nach dem Zweiten Weltkrieg wurden auf dem Areal des Weghuberparks, ergänzt um freigewordenen Raum, welcher durch den Abbruch von Gebäudeteilen des angrenzenden Palais Trautson zur Verfügung stand, provisorische Gebäude zur Unterbringung der UNIDO (United Nations Industrial Development Organization) errichtet, welche bis zur Übersiedlung der UNIDO in die neu entstandene UNO-City 1979/80 verwendet wurden. Im Jahre 1981 konnte der Weghuberpark wieder eröffnet werden. Im Laufe der Bauarbeiten der U-Bahn-Linien U2 und U3 kam es zu mehreren Adaptierungen. Eine weitere Umgestaltung erfuhr der Park im Jahre 2004, und er konnte 2005 seiner Bestimmung übergeben werden. Zuletzt wurde 2018 wurde der Spielplatz barrierefrei und für Kinder mit besonderen Bedürfnissen adaptiert.

## Anlage
Der Weghuberpark ist rund 8.900 Quadratmeter groß, bestehend aus einer 238 Quadratmeter großen Hundezone und einem 73 Quadratmeter großen stehenden Gewässer. Drei Trinkbrunnen und ein Zierbrunnen schmücken den Park.
Der Park verfügt über einen Spielturm, eine Schaukel, eine Korbschaukel und eine kleine Hangschaukel für Kinder. Zusätzlich gibt es einen Ballspielplatz mit Fußballtoren, Basketballkörben sowie der Möglichkeit, Volleyball und Boccia zu spielen.
Ein großes rollstuhlgerechtes Karussell sowie ein unterfahrbarer Sandspieltisch ermöglichen Kindern mit besonderen Bedürfnissen unterschiedliche Sinneserfahrungen. Die Sandkiste (ein Sandspieltisch) kann mit dem Rollstuhl unterfahren werden. Entlang des barrierefreien Weges gibt es eine Drehscheibe und eine Klangscheibe.

## Denkmäler

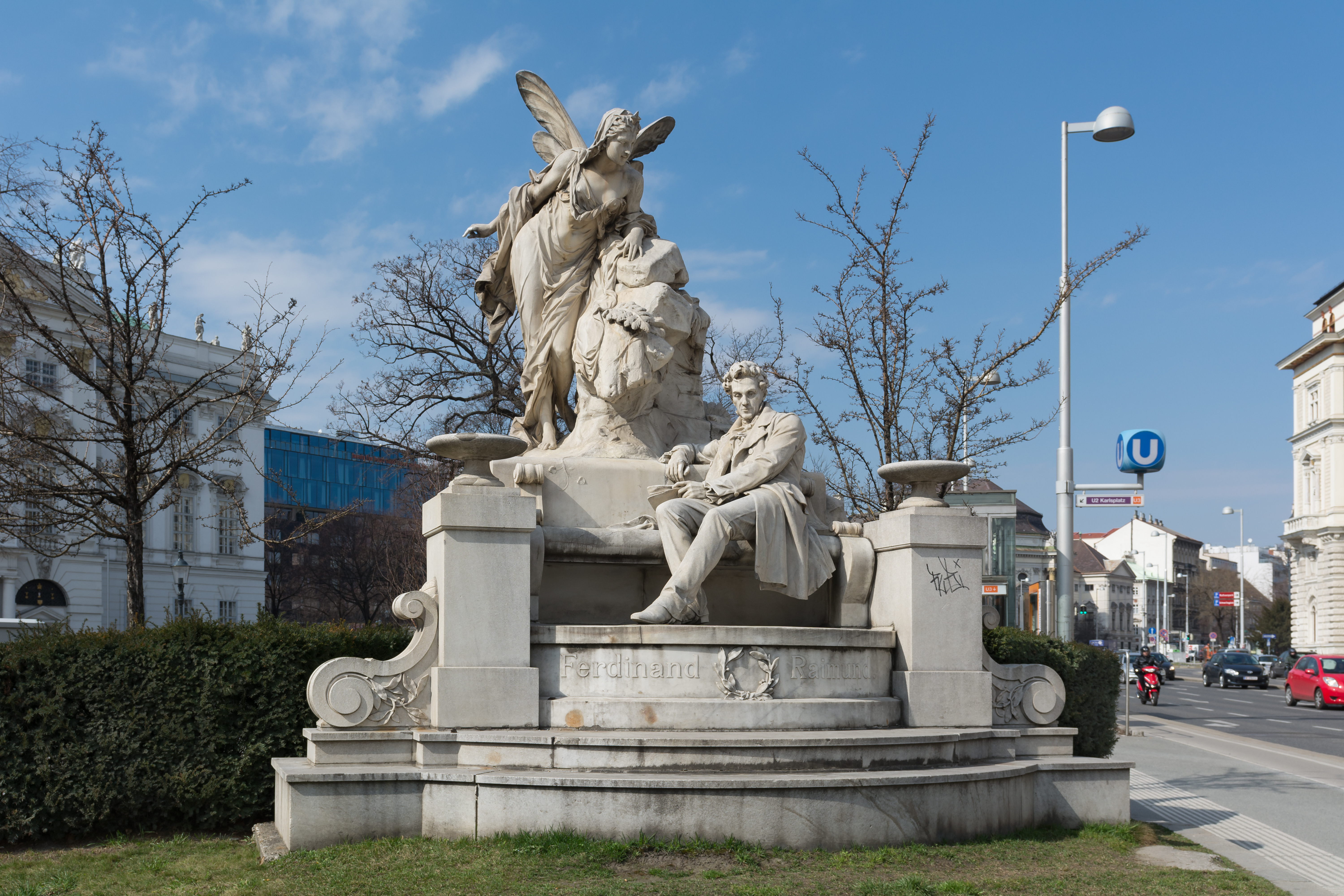
Das Denkmal für Ferdinand Raimund. Errichtet wurde das Denkmal aus Stein vom Künstler Franz Vogl.

### Ferdinand-Raimund-Denkmal
Das Denkmal für Ferdinand Raimund steht an der Kreuzung Neustiftgasse, Ecke Museumstraße, an der Seitenfassade des Volkstheaters. Der ursprüngliche Standort war vor dem Volkstheater, 1938 wurde es in den Weghuberpark versetzt und 1947 nach Kriegsschäden instand gesetzt. Das Denkmal wurde vom Ferdinand-Raimund-Denkmalkomitee gestiftet und vom Bürgermeister Karl Lueger in die Obhut der Stadt Wien übernommen. Errichtet wurde das Denkmal aus Stein, vom Künstler Franz Vogl. Das Denkmal stellt den Dichter sitzend auf einer Bank dar, zu beiden Seiten Pfeiler mit Schalen.

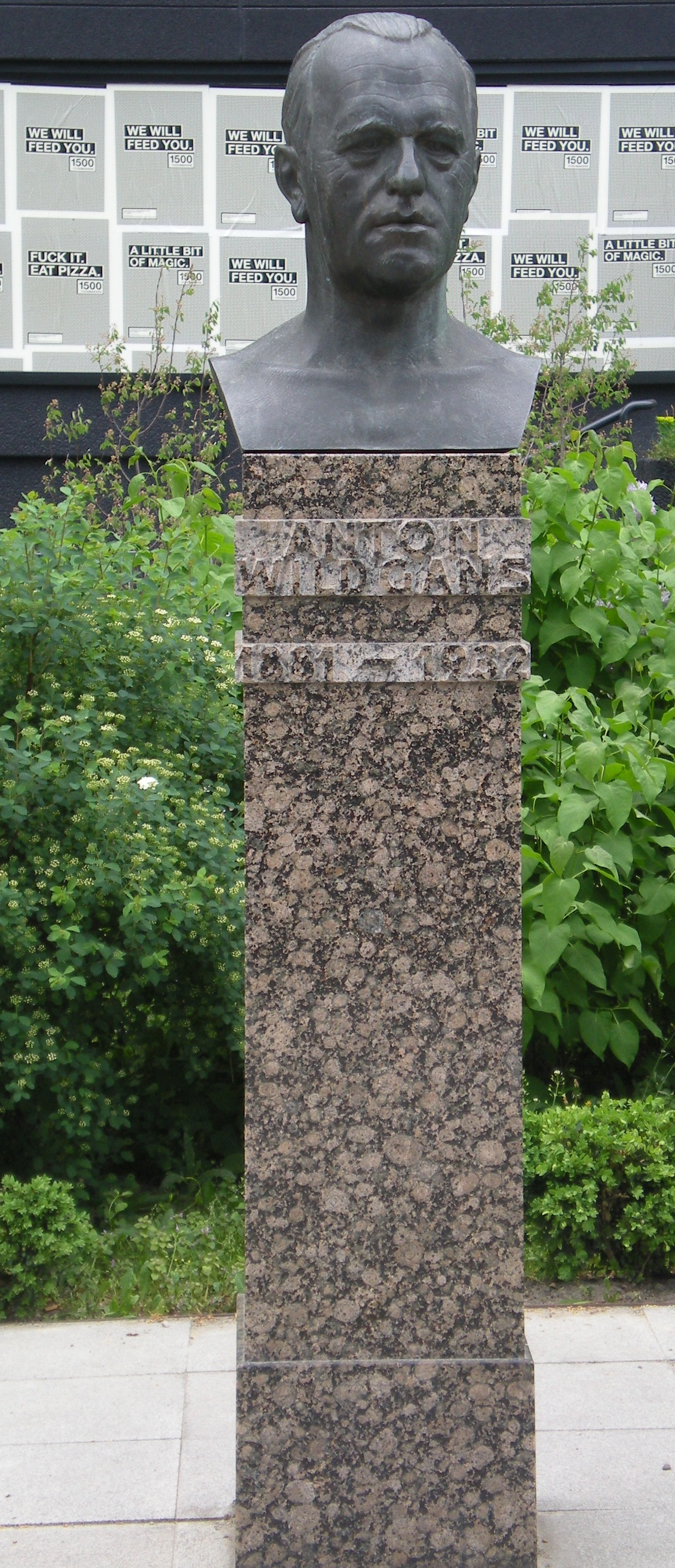
Das Denkmal für Anton Wildgans. Errichtet wurde das Denkmal 1982 vom Künstler Ferdinand Welz als Porträtbüste aus Metall auf Sockel.

### Anton-Wildgans-Denkmal
Das Denkmal für Anton Wildgans steht an der Kreuzung Museumsstraße Ecke Lerchenfelder Straße. Das Denkmal selbst ist beim Eingang Lerchenfelder Straße. 
Errichtet wurde das Denkmal 1982 vom Künstler Ferdinand Welz als Porträtbüste aus Metall auf Sockel. In Auftrag gegeben wurde die Errichtung von der Anton-Wildgans-Gesellschaft anlässlich seines 50. Todestages.

### György-Bessenyei-Denkmal
Die Bronzebüste des Künstlers Tamás Fekete zeigt den Gardeoffizier und Literat György Bessenyei und steht seit 1997 im Weghuberpark.

### Gedenkstein für Wiener Hilfe für Ungarn 1956
Das Denkmal wurde 2007 von den damaligen Bürgermeistern Budapests, Gabor Demszky, sowie Wiens, Michael Häupl, enthüllt, um an die „selbstlose Hilfe der Wiener Bevölkerung nach der Revolution und dem Freiheitskampf Ungarns 1956“ zu erinnern.